# Velykomychajlivský rajón
Velykomychajlivský rajón (ukrajinsky Великомихайлівський район) byl rajón v Oděské oblasti na Ukrajině. Hlavním městem byla Velyka Mychajlivka a rajón měl přibližně 30 tisíc obyvatel. 

## Sídla v rajónu
- Cebrykove
- Velyka Mychajlivka